# Bassano Bresciano
Bassano Bresciano – miejscowość i gmina we Włoszech, w regionie Lombardia, w prowincji Brescia.
Według danych na rok 2004 gminę zamieszkiwało 1799 osób, 199,9 os./km².